# Acrotrichis suecica
Acrotrichis suecica är en skalbaggsart som beskrevs av Sundt 1958. Acrotrichis suecica ingår i släktet Acrotrichis, och familjen fjädervingar. Arten är reproducerande i Sverige.